# Ian McCulloch (actor)
Ian McCulloch (nacido el 18 de noviembre de 1939) es un actor británico de teatro, cine y televisión.

## Trayectoria
McCulloch debutó en el segundo episodio, "Génesis", de Supervivientes y apareció regularmente a lo largo de la serie. También protagonizó las películas de terror italianas Zombie 2, también conocida como Nueva York bajo el terror de los zombis (1979) de Lucio Fulci, Zombi holocaust (1980) de Marino Girolami y Contamination (1980) de Luigi Cozzi.
Zombie 2 se prohibió originalmente en el Reino Unido como parte de la campaña de la década de 1980 contra los "video nasties ". McCulloch declaró que no vio la película en su totalidad, o en una pantalla grande, hasta años después.
A lo largo de los años, McCulloch ha tenido papeles secundarios en películas de estudio como Where Eagles Dare (1968) con Richard Burton y Clint Eastwood, y Cromwell (1970) con Alec Guinness y Richard Harris. Además, ha aparecido en exitosas películas independientes, sobre todo The Ghoul (1975) con Peter Cushing y John Hurt.